# Mike Miles
Michael Derrell Miles Jr., detto Mike (Dallas, 24 agosto 2002), è un cestista statunitense.

## Carriera

### Nazionale
Con la nazionale Under-19 statunitense ha vinto i Mondiali di categoria del 2021.